# Royal City
Royal City – miasto w Stanach Zjednoczonych, w stanie Waszyngton, w hrabstwie Grant.